# Abraeus bolteri
Abraeus bolteri là một loài bọ cánh cứng thuộc họ Histeridae. Loài này có ở Bắc Mỹ.